# Нестор Кіршнер
Не́стор Кі́ршнер (ісп. Néstor Kirchner; 25 лютого 1950, Ріо-Гальєгос — 27 жовтня 2010, Ель Калафате) — президент Аргентини у 2003—2007 роках. За поглядами поділяв ідеї перонізму та соціалізму. До обрання на президентську посаду був губернатором провінції Санта-Крус з 1991 по 2003 та мером міста Ріо-Гальєгос з 1987 по 1991 роки. З 2009 року і до смерті був депутатом аргентинського парламенту.

## Біографія
Народився 25 лютого 1950 року в Ріо-Гальєгос (Патагонія, Аргентина) у родині емігрантів. Батько — швейцарець, був першим зубним техніком у Ріо-Гальєгосі, підпрацьовував на пошті телефоністом, де познайомився з напівчилійкою-напівхорваткою Марією Хуаною Остоїч, з якою невдовзі одружився. У них народилося троє дітей — Алісія (майбутня міністр соціального розвитку), Нестор (майбутній президент Аргентини) та Марія Крістіна (у майбутньому стала фармацевтом).
Нестор у 1976 році закінчив Національний університет в Ла-Платі, отримавши диплом юриста. У 1975 одружився з однокурсницею Крістіною Фернандес. Після закінчення навчання повернувся до рідного міста та зайнявся адвокатською практикою. За часів військової диктатури йому доводилось часто переховуватись від влади у своїх друзів. Одного разу його заарештували, але за три дні відпустили.
У 1982 році він почав працювати в адміністрації провінції Санта-Крус, у 1987 році він очолив адміністрацію рідного міста, а у 1991 році став губернатором провінції Санта-Крус.
Здобув перемогу на виборах 2003 року над екс-президентом Аргентини Карлосом Менемом.

## Президентство
Кіршнер прийняв бідну країну, де вирувала економічна криза. Аргентина — країна, яка була колись на одному рівні з розвиненими країнами Європи, виявилась охопленою економічними проблемами, боргами та корупцією.
Невдовзі після приходу до влади Кіршнер здійснив зміни в аргентинському Верховному суді. Він звинуватив деяких суддів у хабарництві і здійснив тиск на них, щоб вони пішли у відставку, також сприяючи усуненню двох інших. Замість більшості правих та консервативних суддів він призначив нових, хто був за ідеологією ближче до нього, включаючи двох жінок (одна з них — загальновизнана атеїстка). Кіршнер також відправив у відставку багатьох генералів та адміралів, репутація яких була заплямована злочинами «брудної війни».
Кіршнер розсекретив архіви спецслужб, в яких містились відомості про нацистських військових злочинців, які знайшли притулок у країні після Другої світової війни. Також було скасовано амністію військовим, які скоїли жахливі злочини у 1976—1983 роках. Нестор Кіршнер відновив виплату зовнішнього боргу країни, вивів країну з «темної смуги» в історії.
У зовнішній політиці був прибічником «виважених» відносин зі США, продовжив діалог із Великою Британією з питання Фолклендських островів, був прибічником потеплішання і стабілізації у стосунках з Альбіоном. Відносини з Європою за президентства Кіршнера стали прохолоднішими, Аргентина не погоджувалась із позицією ЄС у СОТ. Відводив центральну роль у розв'язанні міжнародних проблем Організації Об'єднаних Націй. Був противником розширення Ради безпеки ООН за рахунок Німеччини, Японії, Індії та Бразилії. Велику увагу Кіршнер приділяв боротьбі з тероризмом, виступив із засудженням терактів у Росії. Прихильник участі Аргентини в миротворчих операціях ООН (направив у «гарячі точки» 653 миротворців). Підтримував роззброєння й політику нерозповсюдження ядерної зброї. Засудив військову операцію НАТО в Іраку, вважаючи, що головну роль у врегулюванні конфлікту має відігравати ООН. Засуджував як палестинців, так і ізраїльтян у близькосхідному конфлікті. Був противником блокади Куби американцями.
Партія Кіршнера «Фронт за перемогу» виграла парламентські вибори 2005 року (набрала понад 40% голосів виборців).
Однак у 2007 році він заявив, що не буде балотуватись на пост президента Аргентини, незважаючи на підтримку понад 60% населення країни. Пішов у відставку з посту президента країни 28 жовтня 2007 року у зв'язку з обранням нового президента — його дружини Крістіни Кіршнер.

## Критика
Незважаючи на високу народну підтримку, його критикували деякі журналісти й політологи. Вони звинувачували Нестора у зловживанні владою та зайвій централізації влади.

## Після президентства
Після відставки він залишався впливовою постаттю «при буенос-айреському» дворі. 3 грудня 2009 року був обраний депутатом Національного конгресу. 7 лютого 2010 року у Нестора Кіршнера сталось блокування сонної артерії. Його було екстрено госпіталізовано та прооперовано.
У травні 2010 року Нестора Кіршнера було обрано генеральним секретарем Союзу південноамериканських націй на надзвичайному саміті цієї організації в аргентинському місті Кампана. Як парламентар він разом із дружиною-президентом активно підтримував закон про легалізацію одностатевих шлюбів.
Помер 27 жовтня 2010 року в лікарні міста Ель-Калафате, провінція Санта-Крус. Похований у рідному місті Ріо-Гальєгос на півдні країни. Поховальну процесію очолювала його вдова, яку супроводжували кілька тисяч осіб. У Бразилії та Венесуелі було оголошено триденний траур.